# Rundu
 (décembre 2016).
Si vous disposez d'ouvrages ou d'articles de référence ou si vous connaissez des sites web de qualité traitant du thème abordé ici, merci de compléter l'article en donnant les références utiles à sa vérifiabilité et en les liant à la section « Notes et références ».
Rundu est la ville capitale de la région de Kavango East, dans le nord de la Namibie. Elle est située à la frontière avec l'Angola.
En 2001, 44 413 habitants ont été recensés dans la ville et 63 431 en 2011.

## Religion
Rundu est le siège d'un vicariat apostolique créé le 14 mars 1994.

## Images

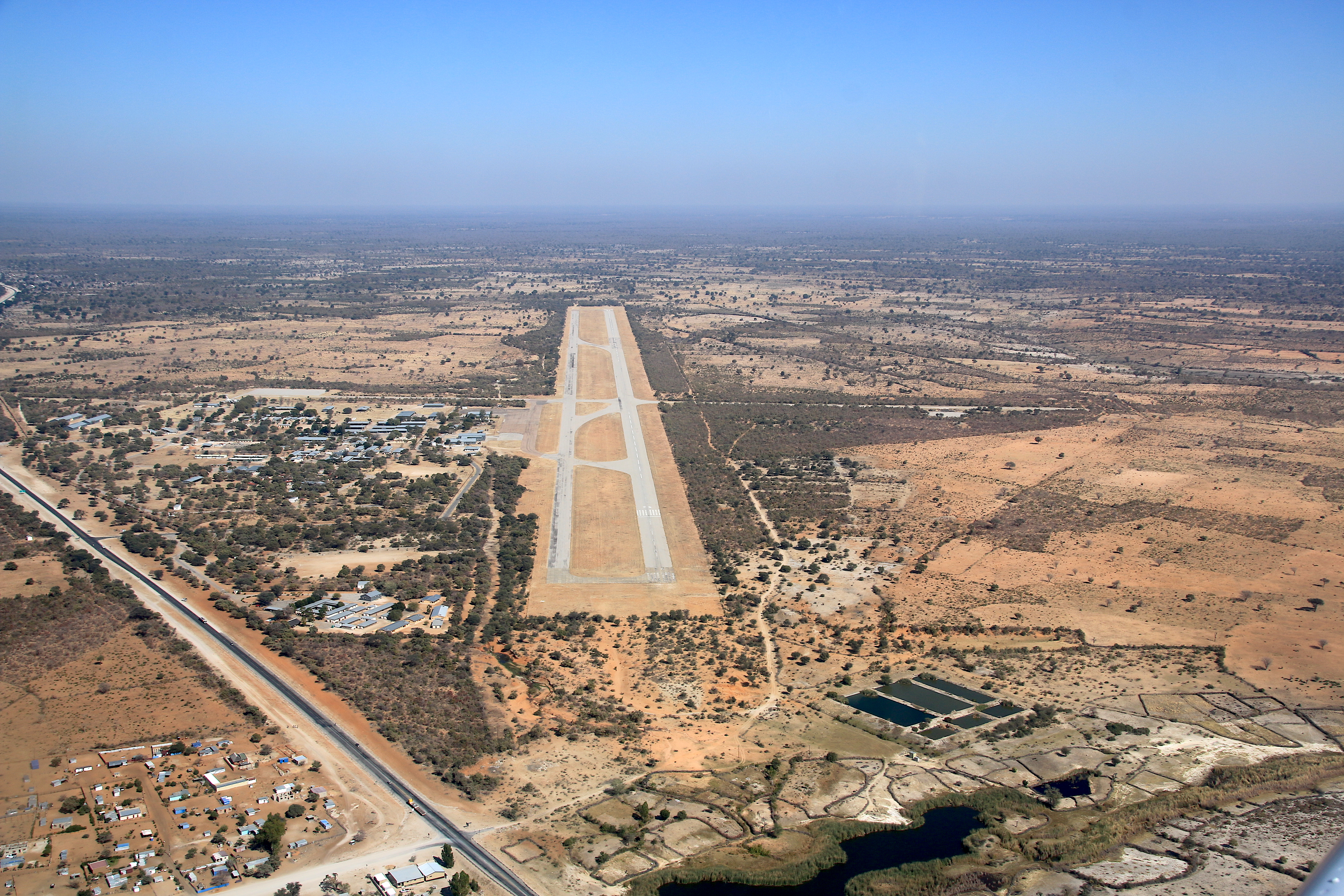
Airport de Rundu
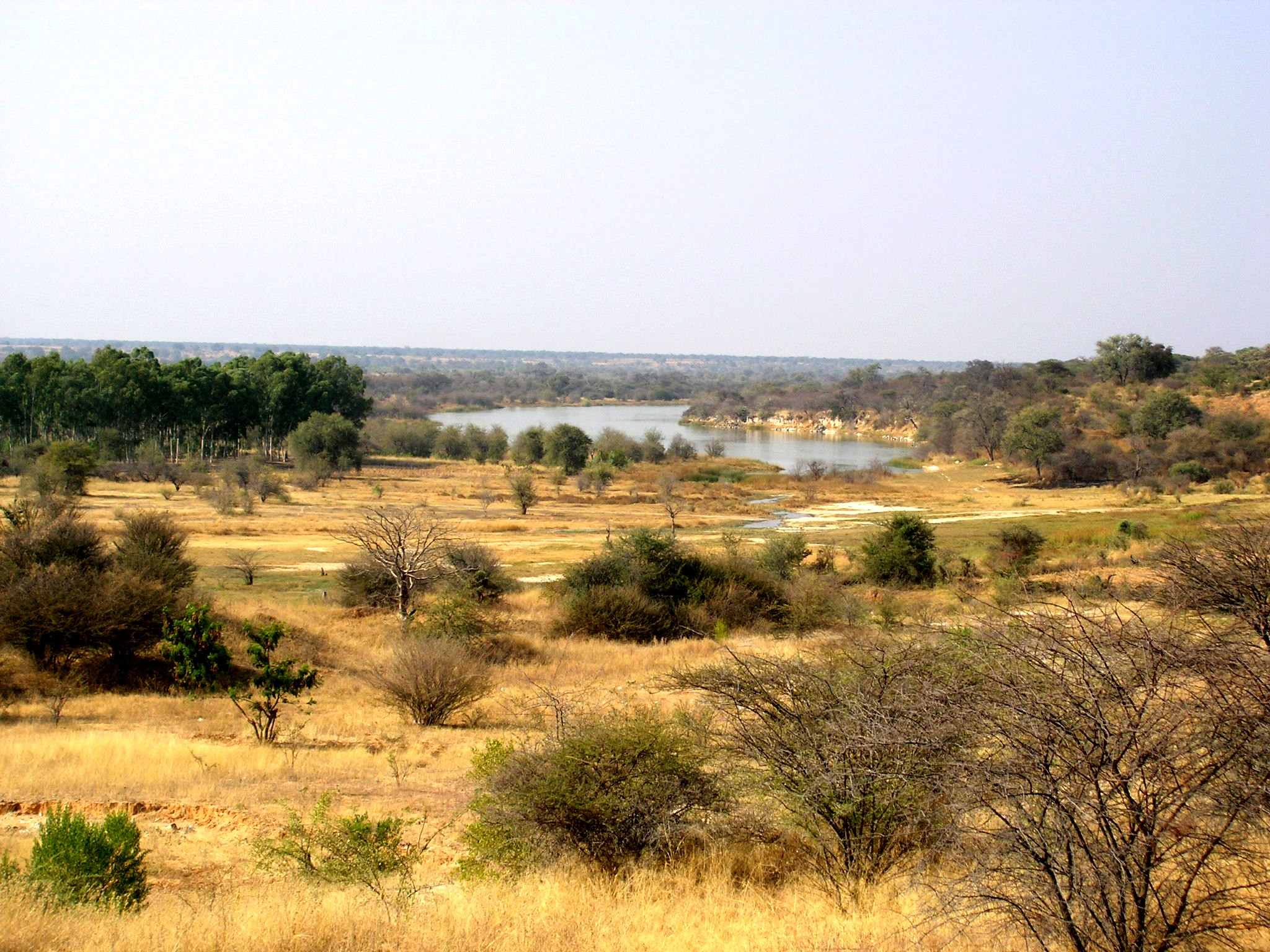
L'Okavango près de Rundu